# Fallout 2
Fallout 2 je počítačová hra z roku 1998.

## Gameplay
Stejně jako jeho předchůdce, Fallout 2 je 2D RPG s otevřeným světem.
Hlavní postava se pohybuje po dvou herních mapách - větší, která je používána k přesunu mezi městy (a kde dochází k náhodným setkáním), a menší, která znázorňuje samotné ulice měst (případně jiné lokace, jako jsou domy, farmy, jeskyně aj.). Zkušenosti jsou získávány bojem, konverzacemi, používáním schopností a plněním questů. Většina questů má více způsobů řešení a hráč se může rozhodnout, který si vybere. Tyto volby jsou pak reflektovány nejen v příběhu (prostřednictvím vyprávění v epilogu), ale i v samotné hře (některé postavy či celé lokace se jejich důsledkem mohou stát nedostupné). Hra také obsahuje systém karmy a reputací, který upravuje reakce NPC na hráčovu postavu. Při získání dostatečného počtu zkušeností se hlavní postava dostává na další úroveň, což zlepšuje její statistiky a umožňuje hráči vybírat si dodatečné bonusy.
Boj se koná prostřednictvím tahů, kdy hráč používá omezený počet akčních bodů k provádění akcí jako je pohyb, útok, používání předmětů apod. Konverzace s jinými postavami probíhají prostřednictvím dialogových oken s možností vybírání odpovědí.
Oproti předchozímu dílu byl vylepšen systém společníků, byly přidány nové předměty a nepřátelé a přibyla možnost používat automobil k cestování mezi lokacemi.

## Děj
Příběh volně navazuje na děj Falloutu a odehrává se přibližně osmdesát let po událostech první hry.
Hlavní postava, Vyvolený (The Chosen One), je domorodec žijící ve vesnici Arroyo. Arroyo má ovšem velké problémy s neúrodou a suchem a začíná umírat. Jedinou nadějí je získat Garden of Eden Creation Kit (G.E.C.K.), legendarizovaný kus předválečné technologie, který dokáže vrátit do pustiny život.
Vyvolený je proto pověřen jeho získáním a vydává se na území bývalé Kalifornie (částečně i Nevady), kde při svém hledání navštíví smyšlené (Modoc, Vault City) i reálné (New Reno) lokace. Jediný zbývající G.E.C.K. je nakonec nalezen v bunkru Vault 13, ze kterého pocházel hrdina předchozí hry.
Když se ale Vyvolený vrátí se zpět do Arroya, zjistí, že vesnice byla v jeho nepřítomnosti zničena Enklávou, silně militaristickou frakcí vedenou pozůstatky předválečné americké vlády. Umírající šaman Vyvolenému sdělí, že většina obyvatel byla zajata a převezena neznámo kam, a pověří jej jejich záchranou.
Vyvolený se dostává na základnu Enklávy, odkud se materiál letecky přepravuje na velitelství - to se nachází na vrtné plošině v Tichém oceánu. Protože Enkláva je jedinou frakcí, která ještě disponuje funkčními vrtulníky, je tento způsob přepravy nemožný. V San Francisku byl však zanechán záložní tanker, který je schopen automatické plavby na velitelství i zpět a který je následně s pomocí jeho bývalé posádky zprovozněn.
Po doplutí na vrtnou plošinu Vyvolený nalezne a osvobodí své soukmenovce; při útěku je ale konfrontován elitním vojákem Frankem Horriganem sloužícím jako poslední boss hry. Když Horrigan umírá, spustí přetížení reaktoru plošiny a Vyvolený spolu s vesničany odplouvá tankerem zpět na pevninu, zatímco vedení Enklávy je zničeno jaderným výbuchem.
Epilog ukazuje vzkvétající Arroyo vybudované znovu pomocí G.E.C.K.u. Následující obrazy ukazují osudy ostatních herních lokací, které závisejí předchozích hráčových rozhodnutích.
Oproti prvnímu dílu Fallout 2 značně rozšiřuje svět a mytologii univerza a je celkově mnohem propracovanější než první díl. Na druhou stranu je mu vyčítán jistý úpadek drsné a satirické atmosféry a příliš velké množství vtípků a pop-kulturních odkazů (což zpětně uznali i někteří autoři). Rozporuplná je rovněž přítomnost fantasy elementů, jako jsou "pod vlivem mutace" mluvící zvířata nebo dokonce rostliny. Některé opravdu propracované lokality Fallout 2 (Vault City, New Reno) se nicméně postupně staly jakousi výkladní skříní RPG. Druhý díl je také považován za mnohem více znovuhratelný.
Fallout 2 je přibližně 4× rozsáhlejší než první díl, graficky kromě mnoha přibyvších objektů úplně stejný a používá také stejný engine.